# Iosif Grigorevič Neman
Iosif Grigorevič Neman (in russo Яков Владимирович Смушкевич?; Białystok, 13 febbraio 1903 – Kharkov, 18 novembre 1952) è stato un ingegnere aeronautico sovietico, direttore dell'omonimo ufficio tecnico (OKB).

## Biografia
Nacque a Białystok, Governatorato di Grodno, il 13 febbraio 1903, all'interno di una famiglia di religione ebraica, figlio di Hirsch Meer-Leibovich Neman, di professione falegname, e di Shosha Kuselevna Neman, di professione sarta.
Durante la guerra civile si arruolò volontario nell'Armata Rossa, prestando servizio come commissario politico nel dipartimento politico della 4ª Armata, poi nel dipartimento politico del distretto militare di Kharkov e nel distretto militare ucraino.
Dal 1926 lavorò presso l'OKB diretto da Konstantin Alekseevič Kalinin, prendendo parte alla progettazione di numerosi velivoli dell'OKB, tra cui il grande bombardiere K-7. Diplomatosi presso l'Istituto di tecnologia di Kharkov nel 1929, dal 1933 lavorò sotto Dmitrij Pavlovič Grigorovič succeduto a Kalinin alla guida dell'OKB, e dal 1936 ne assunse personalmente la direzione.
Dal 1930 al 1938 (nel 1936-1938 part-time) e nel 1944-1952 fu capo del dipartimento di progettazione aeronautica presso l'Istituto dell'aviazione di Kharkov. Sotto la sua guida fu realizzato il primo aereo passeggeri ad alta velocità in Europa, il Kharkov KhAI-1 dotato di carrello d'atterraggio retrattile in volo, l'aereo da addestramento al combattimento KhAI-3, gli aerei da ricognizione KhAI-5 e KhAI-6, e quelli da attacco al suolo KhAI-51 e KhAI-52.
L'11 dicembre 1938, nel pieno delle purghe staliniane, fu arrestato con alcuni stretti collaboratori, con la false accuse di spionaggio e sabotaggio. Sfuggito alla fucilazione fu condannato a 15 anni di gulag, venendo messo a lavorare presso il TsKB-29 dell'NKVD, una speciale unità concepita per creare nuovi velivoli per le esigenze dell'Armata Rossa. Essa consisteva di quattro brigate, guidate da altrettanti capi progettisti condannati ai sensi dell'articolo 58 del codice penale dell'Unione Sovietica. Essi erano: Vladimir Michajlovič Petljakov, Vladimir Michajlovič Mjasiščev, Andrej Nikolaevič Tupolev e Dmitri Lijudvigovič Tomashevič. Presso il TsKB-29 lavorò alla progettazione del Petlyakov Pe-2 e del Tupolev Tu-2. Con decreto del Presidium del Soviet Supremo dell'Unione Sovietica in data 19 luglio 1941 fu assolto da ogni accusa, rilasciato, e la condanna fu cancellata dal casellario giudiziario.
Dopo il suo rilascio andò a lavorare presso l'ufficio di progettazione di uno stabilimento aeronautico a Omsk, e dal 1942 nello stabilimento numero 22 di Kazan', come vice di V.M. Mjasiščev. 
Colpito dalla leucemia si spense il 18 novembre 1952, e il suo corpo fu successivamente tumulato presso il secondo cimitero di Kharkov. 
Con la decisione del Collegio Militare della Corte Suprema dell'URSS del 5 novembre 1955, fu pienamente riabilitato.

### Annotazioni
1. ↑  Nel 1930 I. G. Neman fu nominato alla cattedra del capo del dipartimento di progettazione aeronautica del KhAI, senza avere una laurea scientifica e un titolo accademico. I. G. Neman ricevette il titolo di professore nel 1938, senza avere un titolo accademico.
2. ↑  In quel mese doveva finalmente discutere la sua tesi di laurea in ingegneria aeronautica, ma la cosa non avvenne per la sopraggiunta morte.

### Fonti
1. 1 2 3 4 5 6  Biografija.
2. 1 2 3  Sgarlato 2021, p. 41.
3. 1 2 3  Web Archive.